# Аш (округ)
Аш (англ. Ashe) — округ в штате Северная Каролина, США. По данным переписи 2010 года, численность населения составила 27 281 человек. Окружным центром является город Джефферсон.

## История
Исторические доказательства показывают, что округ Аш был населён индейскими племенами чероки, крики и шошони. Найденные кусочки разбитой глиняной посуды, наконечники стрел и другие индейские артефакты указывающие на их присутствие. Большинство из этих артефактов были найдены в районе Олд-Филдс.

## География
По данным Бюро переписи населения США, округ имеет общую площадь 1,106 км², из которых 1,103 км² занимает суша и 2,6 км² вода. Округ Аш расположен на краю северо-западной части Северной Каролины и граничит с двумя штатами: Виргинией на севере и Теннесси на западе. Округ находится полностью в пределах региона Аппалачи Северной Каролины.

### Национальные охраняемые территории
- Blue Ridge Parkway (часть)
- Cherokee National Forest (часть)

### Соседние округа
- Округ Грейсон (Виргиния) — север
- Округ Аллегейни (Северная Каролина) — восток
- Округ Уилкс (Северная Каролина) — юго-восток
- Округ Уотога (Северная Каролина) — юго-запад
- Округ Джонсон (Теннесси) — запад

### Дороги
- — US 221 (BUS)
- — NC 16
- — NC 88
- — NC 163
- — NC 194

## Демография

### Перепись 2000 года
По данным переписи 2000 года, насчитывалось 24 384 человека, 10 411 домашних хозяйств и 7 423 семей, проживающих в округе. Средняя плотность населения составляла 22 чел./км².
Расовый состав округа:
- 97,16 % белые
- 0,66 % афроамериканцы
- 0,32 % коренные американцы
- 0,23 % азиаты
- 0,01 % жители тихоокеанских островов
- 1,05 % другие расы
- 0,56 % две и более рас
- 2,42 % испанцы или латиноамериканцы

Из 10 411 домохозяйств 26,20 % имели детей в возрасте до 18 лет, проживающих с ними, 59,40 % супружеских пар, 8,40 % женщин, проживающих без мужей и 28,70 % не имеющих семьи. 25,80 % всех домохозяйств составляли отдельные лица, из которых 12,10 % лица в возрасте 65 лет и старше.
Возрастной состав округа: 19,80 % в возрасте до 18 лет, 7,50 % от 18 до 24 лет, 27,00 % от 25 до 44 лет, 27,70 % от 45 до 64 лет и 18,00 % в возрасте 65 лет и старше. Средний возраст составил 42 года.
Средний доход на домашнее хозяйство в округе составил $28,824, а средний доход на семью $36,052. Мужчины имели средний доход $25,666, а женщины $19,983. Доход на душу населения в округе составил $16,429. Около 10,10 % семей и 13,50 % населения были ниже черты бедности, в том числе 16,30 % из них моложе 18 лет и 17,30 % в возрасте 65 лет и старше.

### Перепись 2010 года
По данным переписи 2010 года, насчитывалось 27 281 человек, 11 755 домашних хозяйств и 8 030 семей, проживающих в округе. Средняя плотность населения составляла 23 чел./км².
Расовый состав округа:
- 95,5 % белые
- 0,6 % афроамериканцы
- 0,2 % коренные американцы
- 0,4 % азиаты
- 0,01 % жители тихоокеанских островов
- 2,2 % другие расы
- 1,0 % две и более рас
- 4,8 % испанцы или латиноамериканцы

Из 11 755 домохозяйств 23,1 % имели детей в возрасте до 18 лет, проживающих с ними, 54,5 % супружеских пар, 9,3 % женщин, проживающих без мужей и 31,7 % не имеющих семьи. 27,5 % всех домохозяйств составляли отдельные лица, из которых 13,0 % лица в возрасте 65 лет и старше.
Возрастной состав округа: 10,5 % в возрасте до 10 лет, 10,9 % от 10 до 19 лет, 9,9 % от 20 до 29 лет, 11,6 % от 30 до 39 лет, 13,8 % от 40 до 49 лет, 15,2 % от 50 до 59 лет, 14 % от 60 до 69 лет, 8,7 % от 70 до 79 лет и 5,1 % в возрасте 80 лет и старше. Средний возраст составил 45,5 лет.
Доход на душу населения в округе составил $20,706, а средний доход на домашнее хозяйство $34,056. 18,1 % населения были ниже черты бедности.

## Населённые пункты

### Города
- Джефферсон
- Лансинг
- Уэст-Джефферсон

### Тауншипы
Округ делится на 19 тауншипов: Честнат-Хилл, Клифтон, Крестон, Элк, Грасси-Крик, Хелтон, Хорс-Крик, Харрикейн, Джефферсон, Лорел, Норт-Форк, Обидс, Олд-Филдс, Пик-Крик, Пайн-Суомп, Пайни-Крик, Понд-Маунтин, Уолнат-Хилл и Уэст-Джефферсон.

### Невключённые территории
| |                                                                                        |
| - Бивер-Крик - Бина - Честнут-Хилл - Клифтон - Комет - Крестон - Крамплер - Фиг - Глендейл-Спрингс | - Грасси-Крик - Грейсон - Хелтон - Паркер - Скоттвилл - Стерджилс - Тодд - Уорренсвилл |